# Нэлин, Эммануил Фроймович
Эммануил Фроймович Нэлин (настоящая фамилия Фрейдзон; 15 мая 1925, Бар, Винницкая область — 2012, Москва) — советский актёр и конферансье, заслуженный артист Российской Федерации (1995).

## Биография
В возрасте 9 лет, спасаясь от голода, переехал вместе с семьёй в Николаев. С 15 лет — в Москве, в 16 лет поступил в военное училище, которое окончил через год в звании младшего лейтенанта пехоты и сразу же был призван на фронт. В 1944 году был демобилизован в связи с ранением. Кавалер ордена Красной Звезды.
Учился в театральном училище при Московском государственном еврейском театре у Соломона Михоэлса. Работал в Московском областном театре, конферансье в Москонцерте.
«Нэлин был артистом смешным и смешливым, с очень хорошим природным чувством юмора. Исполнял юмористические монологи очень мягко, без нажима и плюсования. Но особенно ему удавались материалы, в которых был хоть какой-то намёк на еврейскую тему <...> Как конферансье, Эммануил не числился в первом эшелоне, однако вёл довольно большие эстрадные концерты, и его фамилия часто появлялась на москонцертовских афишах».
Исполнитель песни об Одессе в фильме «Цепная реакция» (1962), автор песни — Булат Окуджава. С 1987 года — актёр Московского еврейского театра «Шалом».
Ушёл из жизни в 1999 году в Москве.

## Фильмография
- 1962 — Цепная реакция — «Зямка-кенгуру»
- 1992 — Бег по солнечной стороне — эпизод